# Cysty strzępkowe

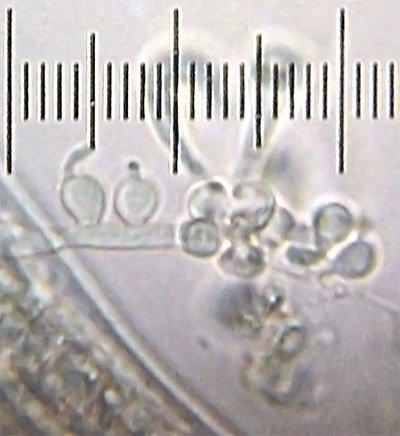
Koliste stefanocysty na nicieniu zabitym przez Harposporium anguillulaena

Cysty strzępkowe – jedno- lub dwukomórkowe specyficzne struktury występujące na strzępkach niektórych grzybów nicieniobójczych (nematopatogenicznych), czyli odżywiających się nicienami. Mają zdolność do adsorpcji umożliwiającą im łapanie nicieni. Obserwowano ich tworzenie na podłożach hodowlanych (są trudne do dostrzeżenia). Występują u gatunków grzybów drapieżnych (np. Hipodermia praetermissum), które wykorzystują nicienie jako źródło azotu, a także u niektórych gatunków grzybów kortycjoidalnych (np. Peniophorella), które z zasady pobierają substancje pokarmowe rozkładając drewno, ale niektóre z nich mogą także odżywiać się nicieniami. Cysty strzępkowe pokryte są lepkim śluzem i łatwo przyczepiają się do naskórka nicieni. Schwytane nicienie są zabijane, a ich ciała są penetrowane przez strzępki.
Wyróżniono następujące rodzaje cyst strzępkowych:
- stefanocysty (ang. stephanocysts) – o półkulistym kształcie, siedzące na strzępce, z wieńcem kolców u podstawy;
- echinocysty (echinocysts) – podobne, tylko z kolcami nieregularnie rozproszone po całej komórce;
- malocysty (malocysts) – tylko w postaci pojedynczego wierzchołkowego wyrostka;
- drepanocysty (drepanocysts) – podobne do malocyst, tylko wyrostek wierzchołkowy jest dłuższy i kolczasty[3].

Mikroskopia elektronowa wykazała, że stefanocysty posiadają przegrody typu dolipor i są pokryte włóknistym śluzem, który gęstnieje i przybiera kształt płatka w kontakcie z oskórkiem nicienia. Po adsorpcji do oskórka nicienia stefanocysty tworzą strzępki infekcyjne. Są to krótkie wypukłości wnikające do żywiciela, zarówno wskutek nacisku mechanicznego, jak i działań wytwarzanych w stefanocystach enzymów. Obfite strzępki odżywcze wydostają się z nicienia i tworzą nowy zbiór stefanocyst.
Na strzępkach niektórych grzybów istnieją jeszcze inne struktury pułapkowe do łapania nicieni: sieci strzępkowe, pętle strzępkowe, kolumny strzępkowe oraz toksocysty, które substancjami chemicznymi paraliżują nicienie.